# Imperiet (bog)
 For alternative betydninger, se Imperiet. (Se også artikler, som begynder med Imperiet)
Imperiet er en bog af Michael Hardt og Antonio Negri. I bogen beskriver de overgangen fra moderne imperialisme, centreret omkring nationalstater, til en postmoderne netværksstruktur som de kalder Imperiet, der breder sig ind i alle livets sfærer, og samtidigt overskrider nationalstaternes grænser for at i stedet fungere i et globalt netværk uden centrum.
| Bog | Spire Denne artikel om bøger og tidsskrifter er en spire som bør udbygges. Du er velkommen til at hjælpe Wikipedia ved at udvide den. |

| filosofi | Spire Denne filosofiartikel er en spire som bør udbygges. Du er velkommen til at hjælpe Wikipedia ved at udvide den. |